# Epigelasma viridibasis
Epigelasma viridibasis är en fjärilsart som beskrevs av Claude Herbulot 1972. Epigelasma viridibasis ingår i släktet Epigelasma och familjen mätare. Inga underarter finns listade i Catalogue of Life.